# Pröller
Der Pröller ist ein 1049 m ü. NHN hoher bekannter Berg um St. Englmar und Kollnburg im Bayerischen Wald. Bei gutem Wetter hat man vom Gipfelkreuz eine gute Aussicht nach Osten, die vom Hohen Bogen, Kaitersberg, Osser und Großen Arber bis zum Rachel reicht. Früher hatte man zudem noch freie Sicht nach Süden und Westen, weil der Gipfel weiträumig baumfrei war. Dies ist auf alten Fotos von der ersten Gipfelkreuzeinweihung 1923 zu erkennen. Grundstückseigentümer des Pröllergipfels ist seit 1922 die Sektion Straubing des Bayerischen Wald-Vereins. Im Winter ist der Pröller mit seinen Liftanlagen auf der West-, Nord- und Ostseite einer der bedeutendsten Skiberge im Bayerischen Wald.

## Besteigung
Der Prädikatswanderweg Goldsteig verläuft zwischen Hinterwies und der Passhöhe der Staatsstraße St 2139 über den Pröller. Der Abschnitt ab Hinterwies führt zuerst am Waldrand und dann die Skipiste entlang bis zum Gipfel. In der Gegenrichtung startet man vom Wanderparkplatz bei der Passhöhe nördlich von Sankt Englmar. Von dort bewegt man sich zunächst auf einem Waldweg. Später erreicht man etwas freieres, aber auch steileres und unebeneres Gelände.